# Mofeta teixó
Les mofetes teixó (Mydaus) és un gènere de mamífers carnívors del sud-est asiàtic. Antigament se'ls classificava dins del grup dels toixons, però investigacions genètiques han revelat que pertanyen al grup de les mofetes i no pas als mustèlids.
Inclou dues espècies:
- M. javanensis, de Java, Sumatra, Borneo i les illes Natuna[2]
- M. marchei, de les illes filipines de Palawan, Busuanga i Calauit[3]

El nom genèric Mydaus deriva del verb grec antic μυδάω (midao), que significa ‘estar humit’.